# Brunsvigia herrei
Brunsvigia herrei är en amaryllisväxtart som beskrevs av William Allport Leighton och Winsome Fanny 'Buddy' Barker. Brunsvigia herrei ingår i släktet Brunsvigia och familjen amaryllisväxter. Inga underarter finns listade i Catalogue of Life.